# Galactia
Galactia es un género de plantas con flores con 200 especies perteneciente a la familia Fabaceae.

## Especies seleccionadas
- Galactia acapulcensis
- Galactia acuminata
- Galactia acunana
- Galactia albiflora
- Galactia angustifolia
- Galactia anisopoda
- Galactia anomala